# ケツ膜炎ゾンビ計画
ケツ膜炎ゾンビ計画("Pinkeye")は、コメディ・セントラルのテレビアニメシリーズ『サウスパーク』のエピソード。1997年10月29日に放送されたこの回は、シリーズ初のハロウィン・スペシャルである。

## あらすじ
ケニーの上にミールの宇宙ステーションが落下し、彼は即死した。彼の遺体が遺体安置所に運ばれた後、中身が取り出され防腐剤が注入されるはずが、職員のミスでウスターソースが入ってしまい、ケニーがゾンビ化し、安置所を出る際に職員2人に噛み付いた。
翌朝、カイルら学校で行われるハロウィンコンテストのために仮装してスクールバスを待っているところにケニーが何食わぬ顔をしてやってきたが、誰もゾンビだと気づいたものはいなかった。バスを待つ間、スタンはラガディ・アンディ（Raggedy Andy）に仮装しており、ガールフレンドであるウェンディはラガディ・アン（Raggedy Anne）仮装する予定だと話した。カートマンはアドルフ・ヒトラーの仮装をしており、市販品のチューバッカの被り物をしているカイルを震え上がらせた。
そのころ町の病院では、先ほどの安置所の職員がある重病にかかっていたことがわかる。職員2人の体温は華氏55度、脈も心音もなく、目ははれぼったくべたついていた。この症状を見た医師は結膜炎の診断を下した。すると、それまで普通に過ごしていた2人は脳みそが食べたくなったと言い出した。
同じころ、スタンらは、ハット君やウェンディを含む学校中のほぼすべての人間がチューバッカの仮装をしていたのに呆れていた。（ただしギャリソン先生はマリリン・モンローの仮装をしていた。）
スタンはラガディ・アンの仮装をしなかったウェンディをとがめ、皆と衣装が重複してがっかりしたカイルは着替えに行った。そんな中、ケニーはクライドに噛み付いた。
イーベル・クニーベルに仮装したシェフと、ビクトリア校長は、カートマンにヒトラーの仮装をするのをやめるように説得したが、無駄だったため、無理やりシーツお化けの格好（）をさせた。
コンテストが行われている体育館にカイルは可動式の太陽系モデルを着こんでやってきたが、ウェンディに優勝の座を奪われた。（本人曰く、商品のキャンディはナイロビの飢えた子供たちに寄付するとのこと）2位はケニーのゾンビ化したEdward James Olmosで、スタンは最下位になった。
サウスパークの町の中でゾンビたちが攻撃を始めるが、彼らがゾンビだと気づいたものがいなかった。子供たちが夜の菓子回りの準備に取り掛かり、カイルがドラキュラ伯爵の仮装をしている間、シェフは結膜炎の流行がゾンビの発生につながっているのではないかと心配していた。ウェンディは詫びようとするが、怒りの収まらないスタンから「菓子回りは一人でやれ、お前なんか死ねばよかったんだ」と言われてしまった。その直後、ウェンディは本当にゾンビに噛まれてしまう。
シェフは安置所の職員が訪れた病院に助けを求め、騒ぎの様子を話すが取り合ってくれなかった。シェフが病院を出た直後、病院の医師はゾンビに食べられてしまった。シェフは市長とバーブラディ保安官に注意を促すが無駄だった。
ゾンビが町を荒らしても、子供たちは菓子回りを続けていたが、ケニーが訪問先の人間に噛み付くので、呆れたカイルらは彼を置いてシェフの家に来たところ、シェフに家の中へ引きずり込まれて彼から事情を聞かされ、死体安置所へ原因を探りに行くことになった。
安置所でウスターソースの瓶を見つけたところ、ゾンビ化したピップ率いるゾンビ軍団がシェフを仲間に引き入れ、シェフは歌と踊りを始めるようになってしまった。そんなゾンビたちをチェーンソーで引き裂いていくスタンとカートマンをよそに、カイルはウスターソース会社のホットラインに電話した。オペレーターはカイルに今その辺をうろついているゾンビを殺さずに、最初にゾンビ化した者だけを殺せば、後のゾンビは元の人間に戻るとアドバイスされた。
カイルは、ゾンビ化したウェンディを殺せずにいたスタンの元に駆けつけ、その場にいたケニーを真っ二つに裂いた。すると、ウェンディやスタンとカートマンに殺されたゾンビたちが元の人間に戻った。
再び墓の下に埋められたケニーをカイルらが悼んだ後、ケニーはまた土の中から出てくるが、今度は別の墓標とジェット機の下敷きになってしまった。

## 制作

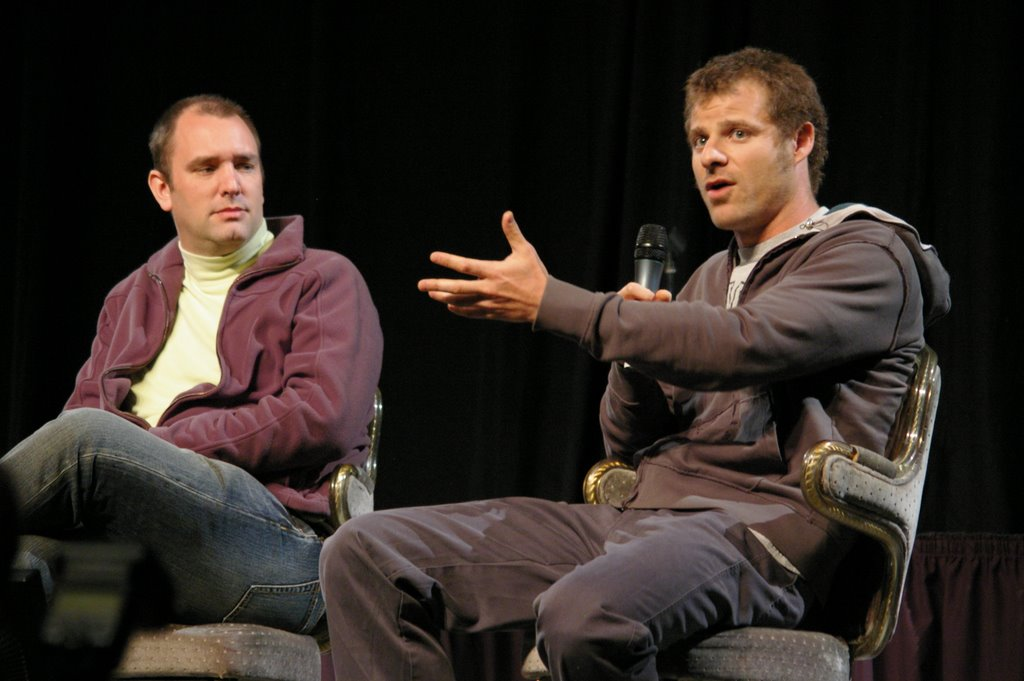
トレイ・パーカーとマット・ストーン

当初コメディ・セントラルは、サウスパークを全6話の番組として放送しようと考えていた。だが、番組の人気が出た結果、コメディ・セントラルは急きょ7話分の制作を依頼し、パーカーとストーンは急ピッチでそれに応えた。この回はそのうちの一つであり、サウスパーク史上で初めてハロウィンを題材とした回でもある。
脚本はパーカーとストーン、そしてフィリップ・スタークの3人が手掛け、パーカーとストーンの二人は監督も務めた。物語の主題に結膜炎が採用されたのはパーカーとストーンのアイデアによるもので、二人にとって結膜炎は小学生のころの思い出の一つだったからである。
このことについてパーカーは、「結膜炎はみなさんが小学3年生のころの思い出の大半を占めているかと想います。あの病気はそういう年代の子供ならば誰でもかかる病気であり、かかってしまうと大変なことになります。」と話している。
この回の執筆に当たり、パーカーは、ハロウィンが特に子供たちにとって明るい一大行事であるということを伝えたかったと話しており、子どもたちがこういった不思議な話を信じるのは素敵なことであると話している。
この回は初めてコールドオープン（番組開始からいきなり本編に入り、そこでOPクレジットが入る構成）が採用された回である。
これより前の回、および後に放送された回の多くは、オープニングが始まってから三部構成の本編に入るという、よくあるテレビの本編というよりは短編映画に近い構成をとっている。
また、この回は初めてケニーの死を投げっぱなしのギャグではなく、ストーリーにおいて大変化を起こす重要な要素として描かれている。さらに、ケニーが複数回死ぬのもこの回が初めてであり、冒頭で人工衛星の下敷きになって死に、それからゾンビとしてカイルに真っ二つにされ、終盤で再び墓からはいずり出たところで死ぬ。
本編中で使われた血しぶきは、1995年にパーカーが制作した、サウスパークのプロトタイプともいえる短編映画『クリスマスの精神』シリーズで用いられた、シャーペイ・マーカーで描かれた血しぶきと似せて描かれた。また、終盤でケニーが復活する場面のシリアスな音楽は、パーカーがシンセサイザで演奏したものである。
パーカーとストーンは、ストーリーの展開およびゾンビを人間に戻す方法を考え出すのに苦心した。
結局、カイルが始祖にあたるゾンビ（=ケニー）を真っ二つにして殺すことで、他の犠牲者たちを元に戻すという案がとられたが、パーカーはこのやり方について納得しておらず、デウス・エクス・マキナ的方法だと思っている。
パーカーはこの終わり方は彼らが「これどうすりゃいいんだ」という時に用いる手法だと話しており 、名作と呼ばれるゾンビ映画に求められる大殺戮になってしまったと話している。この回はパーカーとストーンが初めて不満を抱えたまま制作を終えた作品でもあり、パーカーは「我々はひどくがっかりし、ブーイングの嵐になりつつも視聴者はそんなに離れないだろうから感謝祭の時に持ち直そうと考えた。だが、実際視聴者からの評判は良く、我々の予想が間違っていたようだ。」と話している 。
ストーンは、この回でシェフのキャラクターが確立したと話している。このキャラクターはサウスパークで唯一のまともな大人で、どんな状況でも真実を見抜き、子どもたちをいつでも信じてくれる大人として描かれている。
このことについてストーンは、「子どもたちの方がまともである一方、保護者は皆まともではない。シェフは子供たちに何かあったときは、彼等の声に耳を傾け其の正しさを理解し、町全体がおかしいことに気付く、そういう大人だ。」と話している。
また、この回はエリック・カートマンの母であるリアンの職業が初めて判明する回でもあり、この回の中で彼女はクラック中毒の売春婦だった過去があり、現在は積極的にポルノ作品に出演して生計を立てているふしだらな女性として描かれており、"Crack Whore Magazine"という雑誌の表紙に出たことがあることを知ったカートマンを仰天させる場面もあった。